# برنهارد وولف (صحفي)
برنهارد وولف (بالألمانية: Bernhard Wolff)‏ هو ناشر وصحفي ألماني، ولد في 3 مارس 1811 في برلين في ألمانيا، وتوفي بنفس المكان في 11 مايو 1879.